# Národní garda Spojených států amerických
Národní garda Spojených států amerických (anglicky United States National Guard) tvoří část rezervních složek Ozbrojených sil USA. Složky Národní gardy jsou tvořeny vojenskými členy jednotlivých států USA, federálního distriktu Washington, D.C. a přidružených území, celkem tedy 54 samostatných jednotek Národní gardy. V souvislosti s vyhlášením nezávislosti tohoto státu byla Národní garda Filipín po ukončení druhé světové války deaktivována. Všichni členové Národní gardy jsou také členy Milice Spojených států, jak je stanoveno podle sbírky zákonů USA v 10 U.S.C. § 311. Jednotky Národní gardy jsou pod dvojím řízením státu a federální vlády.
Většina členů Národní gardy má běžné civilní zaměstnání na plný úvazek a službu v Národní gardě vykonávají na částečný úvazek. Někteří členové Národní gardy však slouží na plný úvazek v aktivních rezervách Národní gardy (Active Guard Reserve).
Všechny jednotky Národní gardy se dále člení na složky pozemní armády a letectva:
- Národní garda armády Spojených států amerických (The Army National Guard of the United States)
- Národní garda letectva Spojených států amerických (The Air National Guard of the United States)

## Územní organizace
Všechny jednotky Národní gardy rozmístěné v jednotlivých státech a územích slouží jako součást první linie obrany území Spojených států. Velitelem každé místní jednotky Národní gardy je guvernér. Jednotky Národní gardy mohou být povolány do aktivní služby pouze guvernérem nebo prezidentem, za účelem reagování na mimořádné události či katastrofy, jako jsou hurikány, záplavy, zemětřesení, nebo místní nepokoje.